# Кёртис, Робин
Ро́бин Кёртис (англ. Robin Curtis; род. 15 июня 1956, Нью-Йорк, Нью-Йорк) — американская актриса кино и телевидения, менее известна как театральная актриса (преимущественно мюзиклов). Наиболее запомнилась зрителю исполнением роли лейтенанта-вулканца Саавик в фильмах «Звёздный путь 3: В поисках Спока» (1984) и «Звёздный путь 4: Дорога домой» (1986), где она заменила звезду Кёрсти Элли.

## Биография
Робин Кёртис родилась 15 июня 1956 года в деревне Нью-Йорк-Милс (штат Нью-Йорк, США).
С середины 1970-х годов начала играть в театрах Нью-Йорка и Лос-Анджелеса, сниматься в рекламе, вести выпуски телемагазинов. Окончила Университет штата Нью-Йорк в Осуиго.
С 1981 года начала сниматься в кино- и телефильмах и телесериалах. Её карьера продолжалась 18 лет, за которые она появилась в примерно сорока́ фильмах и сериалах. В 2016 году разово вернулась в профессию, снявшись в двух эпизодах подкаст-сериала Starship Excelsior.
В 2004 году сменила род деятельности и стала риелтором.
Личная жизнь
Робин Кёртис некоторое время была замужем за актёром Кентом Уильямсом (род. 1950), но больше никаких подробностей этого брака не известно.

## Избранная фильмография

### Широкий экран
- 1981 — История с привидениями / Ghost Story — Риа Дедхэм
- 1984 — Звёздный путь 3: В поисках Спока / Star Trek III: The Search for Spock — Саавик[англ.]
- 1986 — Звёздный путь 4: Дорога домой / Star Trek IV: The Voyage Home — лейтенант Саавик[англ.]
- 1993 — Околдованный[англ.] / Hexed — Ребекка
- 1994 — Неродившийся ребёнок 2 / The Unborn 2 — Линда Холт
- 1996 — Силач Санта-Клаус / Santa with Muscles — Лесли
- 1998 — Отмщение[англ.] / Recoil — Джули Слоан
- 1999 — Как сделать из жены чудовище[англ.] / The Sex Monster — прохожая
- TBA[англ.] — Пробуждение жнеца / Awaken the Reaper[1][5]

### Телевидение
- 1983 — Рыцарь дорог / Knight Rider — Николь Тёрнер (в эпизоде Short Notice[англ.])
- 1985, 1987 — Секретный агент Макгайвер / MacGyver — Кейт Коннелли (в 2 эпизодах[англ.])
- 1986 — Уравнитель[англ.] / The Equalizer — Джинджер Брок (в эпизоде Dead Drop)
- 1986 — Детектив Майк Хаммер[англ.] / Mickey Spillane's Mike Hammer — Пегги Райан (в эпизоде Dead Pigeon)
- 1987 — Пугало и миссис Кинг[англ.] / Scarecrow and Mrs. King — Элис Трэск Бэбкок (в эпизоде Rumors of My Death)
- 1987 — Линдон Бейнс Джонсон: Ранние годы[англ.] / LBJ: The Early Years — Жаклин Кеннеди
- 1987 — Воздушный волк / Airwolf — Линн (в эпизоде Rogue Warrior[англ.])
- 1987 — Из грязи в князи[англ.] / Rags to Riches — Эллен Ньюмен (в эпизоде Dear Diary)
- 1988 — Летний театр CBS[англ.] / CBS Summer Playhouse — Барбара (в эпизоде Sniff)
- 1989 — Ночной суд[англ.] / Night Court — доктор Джудит Мэллой (в эпизоде Mental Giant[англ.])
- 1990 — Как в кино[англ.] / Dream On — доктор Сент-Клэр (в эпизоде Death Takes a Coffee Break)
- 1992 — Голова Германа[англ.] / Herman's Head — Диана Шоу (в эпизоде Intern-al Affairs[англ.])
- 1993 — Звёздный путь: Следующее поколение / Star Trek: The Next Generation — Таллера (в 2 эпизодах)
- 1994 — Вавилон-5 / Babylon 5 — посол Калика (в эпизоде Deathwalker)
- 1995 — Космос: Далёкие уголки / Space: Above and Beyond — Андреа Уилкинс (в эпизоде Eyes)
- 1996 — Она написала убийство / Murder, She Wrote — Розмари Тинан (в эпизоде Murder Among Friends[англ.])
- 1997 — Седьмое небо / 7th Heaven — Джуди Каллоуэй (в эпизоде Choices[англ.])

### «Сразу-на-видео»
- 1994 — Кровавый кулак 6: Под землёй / Bloodfist VI: Ground Zero — майор Мэрин

### Интернет
- 2016 — Starship Excelsior[англ.] — командор Саавик[англ.] (в 2 эпизодах)